# Portula
Portula (piemontiul: Pòrtola) település Olaszországban, Piemont régióban, Biella megyében. Lakosainak száma 1120 fő (2023. január 1.). Portula Caprile, Coggiola, Pray és Valdilana községekkel határos.

## Népesség
A település lakossága az elmúlt években az alábbi módon változott:
| Lakosok száma | 1229 | 1245 | 1120 |
|               | 2017 | 2018 | 2023 |